# Esmehan Baharnaz Sultan
 (janvier 2015).
Si vous disposez d'ouvrages ou d'articles de référence ou si vous connaissez des sites web de qualité traitant du thème abordé ici, merci de compléter l'article en donnant les références utiles à sa vérifiabilité et en les liant à la section « Notes et références ».
Esmehan Hanim Sultan était une sultane ottomane, fille du grand vizir Lütfi Pacha et de la sultane Şah, sœur du sultan Soliman le Magnifique.